# ویلسونس میلز (کارولینای شمالی)
ویلسونس میلز (به انگلیسی: Wilson's Mills) شهری در ایالت کارولینای شمالی کشور ایالات متحده آمریکا است که جمعیت آن در سرشماری سال ۲۰۱۰ میلادی، ۲٬۲۷۷ نفر بوده‌است.